# Parti populaire progressiste (Empire allemand)
Pour les articles homonymes, voir Parti populaire progressiste.
Le Parti populaire progressiste (en allemand : Fortschrittliche Volkspartei, FVP) était un parti politique allemand, libéral démocratique et bourgeois, né de la réunion des partis libéraux de gauche en 1910 : le Parti populaire radical, de l'Union radicale et le Parti populaire allemand. Les membres du FVP venaient avant tout de la petite et moyenne bourgeoisie.
En 1912, le parti conclut avec le SPD un scrutin de ballottage. Lors des élections législatives de 1912, le parti obtient 12,3 % des voix et gagne ainsi 42 sièges.
Dès 1918, le parti se dissout pendant la Révolution de novembre et s'allie avec l'aile gauche du Parti libéral national pour devenir le Deutsche Demokratische Partei (DDP) de la République de Weimar.

## Objectifs politiques
La Fortschrittliche Volkspartei est favorable au parlementarisme dans l'Empire allemand. Cela veut dire mettre le Reichstag au centre de la politique impériale. Elle est également pour l'abolition du système des trois classes, la séparation de l'Église et de l'État, l'égalité de tous les citoyens et une répartition juste des circonscriptions électorales.
La politique du parti est une politique économique libérale. Elle représente les intérêts de l'industrie d'export, du commerce, des banques, de l'artisanat et de l'industrie.

## Associations
En 1912, le parti rassemble quelque 1 600 associations de sympathisants comptant environ 150 000 membres ce qui représente 10 % des électeurs du parti.

## Membres et représentants importants
Parmi les membres du parti on dénombre : Friedrich Naumann, Friedrich von Payer, Ludwig Quidde, Theodor Heuss, Otto Fischbeck, Franz von Liszt, Georg Kerschensteiner, Walther Schücking.